# Numero socievole
In matematica, il concetto di numero socievole è un'estensione di quello di numero amicabile, posto in essere dai matematici nei primi decenni del XX secolo.
Un insieme di numeri si dicono socievoli quando la somma dei divisori del primo numero è uguale al secondo, la somma dei divisori del secondo numero è uguale al terzo, e così via, finché la somma dei divisori dell'ultimo numero è uguale al primo e si chiude il ciclo.
In tal modo i numeri socievoli formano catene numeriche o anelli numerici più o meno lunghi.
Una catena di numeri socievoli di 28 termini è: 14316, 19116, 31704, 47616, 83328, 177792, 295488, 629072, 589786, 294896, 358336, 418904, 366556, 274924, 275444, 243760, 376736, 381028, 285778, 152990, 122410, 97946, 48976, 45946, 22976, 22744, 19916, 17716.
Ren Yuanhua ne ha scoperta una che conta 54 numeri.